# Карланюрт (железнодорожная станция)
Карланюрт — железнодорожная станция (тип населённого пункта) в Хасавюртовском районе Дагестана. Входит в состав сельсовета Кокрекский.

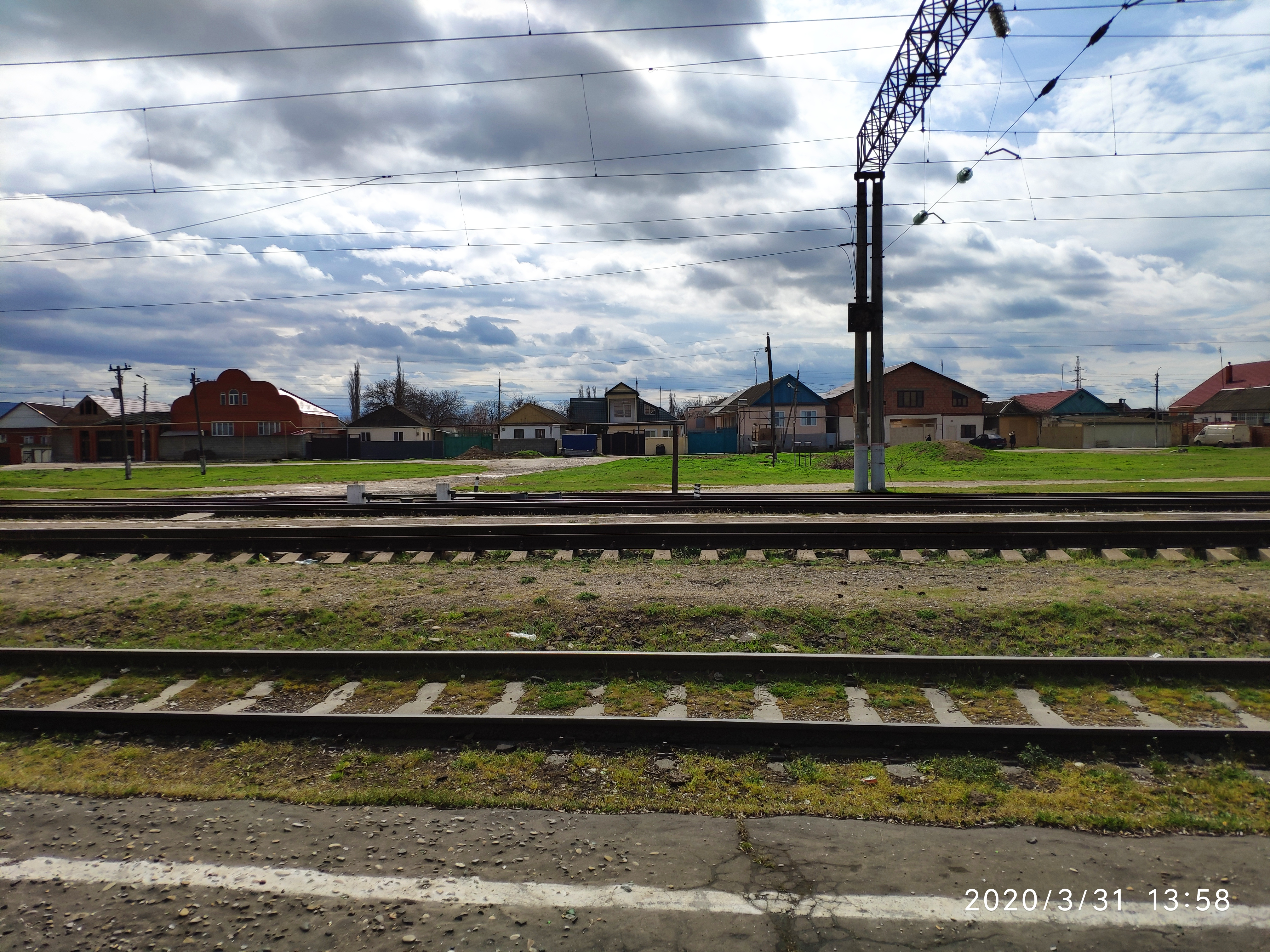

В селе железнодорожная станция Карлан-Юрт Северо-Кавказской железной дороги.

## География
Непосредственно примыкает к селу Кокрек, отделено от него железнодорожной линией Ростов-Баку.

## История
Основано в 1894 году в связи со строительством Владикавказской железной дороги. В 1997 году от станции проложена новая железнодорожная ветка Карланюрт-Кизляр, соединившая железнодорожные пути на территории Дагестана с остальной частью страны в обход Чечни.

## Население
| 1939 | 1970  | 1989  | 2002  | 2010  | 2021  |
| ---- | ----- | ----- | ----- | ----- | ----- |
| 474  | ↗1364 | ↗1510 | ↗1963 | ↗2249 | ↘2233 |

По данным Всероссийской переписи населения 2010 года:
| № | Национальность | Численность, чел. | Доля |
| - | -------------- | ----------------- | ---- |
| 1 | аварцы         | 1991              | 90 % |
| 2 | кумыки         | 120               | 5 %  |
| 3 | русские        | 30                | 1 %  |
| 4 | татары         | 78                | 3 %  |
| 5 | другие         | 30                | 1 %  |

Национальный состав
До середины 90-х годов основным населением станции были русские. Кроме того проживали так же татары. В настоящее время абсолютное большинство составляют аварцы.